# 유일한상
유일한상은 유일한의 이름을 딴 상이다.수상은 격년제로 진행된다.
1995년 유일한 탄생 100주년을 기념하여 제정되었음, 사회 모든 분야에서 탁월한 업적을 이룩한 인사를 선정해 수상자의 공로를 알려 사회의 귀감이 되도록 하고 있다.